# Girgentina
Girgentina, ghirghentina – maltańska odmiana winorośli o jasnej skórce.
Jest najpopularniejszą odmianą z uprawianych na Malcie.
Nazwa może pochodzić od miejscowości Girgenti w południowo-zachodniej części wyspy albo od południowosycylijskiego Agrygentu (w jęz. sycylijskim Girgenti). 
Odmiana jest plenna, ale wrażliwa na choroby grzybowe. Dojrzewa późno.
Wina z girgentiny są delikatne, o niskiej zawartości alkoholu, orzeźwiające i często lekko kwaskowe. Krzewy są uprawiane przede wszystkim przez drobnych winogrodników, którzy traktują odmiany maltańskie jako element tradycji kraju. W większych winnicach częściej są uprawiane tzw. odmiany międzynarodowe, np. chardonnay, choć zarówno Delicata, jak i Marsovin, największe wytwórnie oferują jednoodmianowe wina z girgentiny. 
W 2010 powierzchnię winnic obsadzonych girgentiną na Malcie i Gozo szacowano na 90–200 ha, co dawało niewielką przewagę nad chardonnay.

## Synonimy
Używa się kilku wariantów nazwy: girgentina, girgentina blanche, ghirghentina i insolja tal-girgenti.